# Nordisk arkitektur før år 1400
Nordisk arkitektur omfatter de bådhuse, religiøse bygninger (før og efter de kristne ankom i området) og andre bygninger i både byer og udenfor disse som blev bygget i vikingetiden og den tidlige middelalder. De eneste af disse bygninger, som er bevaret til moderne tid, er en række af de stavkirker, som er blevet opført i Norge.

## Bådhus
Bådhuse er bygninger, som er blevet brugt til at opbevare vikingeskibe om vinteren og andre tidspunkt, hvor de ikke kunne sejle. De blev normalt bygget et lille stykke fra vandet. Det blev gravet ind i jorden og bygget op. De var meget lange for at kunne indeholde de lange vikingeskibe, der kunne være 25 meter eller længere (som bl.a. Skuldelev 2). Væggene blev bygget af træ med sten i fundamentet og nogle gange lidt op ad væggene. Hvert bådhus indeholdt kun ét skib, men flere bådhuse kunne sagtens bygges ved siden af hinanden, hvis flere skibe skulle tørlægges eller opbevares.

## Militære bygninger
Trelleborge er en samlet betegnelse for en række ringborge som blev opført i Danmark og den sydlige del af det moderne Sverige. Der er bygget seks, hvoraf de fem er dateret til Harald Blåtands tid (død 986). Alle trelleborgene er fuldstændigt cirkulære med bygninger inden for voldene. De har typisk fire indgange - én i hvert verdenshjørne. Flere af dem havde voldgrav og yderligere volde for at give ekstra beskyttelser. De ydre volde var ikke nødvendigvis cirkulære, som det ses på Trelleborg ved Slagelse. På toppen af de indre volde var palisade.

## Religiøse bygninger

### Rituelle huse
Rituelle huse var bygninger, der blev brugt til religiøse handlinger inden de kristne kom til Skandinavien. Tidligere rituelle bygninger var simple træhuse, der ikke var stort anderledes end andre bygninger. Rituelle huse blev brugt til at udstillet våben fra slagne fjender, men de blev efterhånden mere komplekse, og blev en imitation af kirker. De havde ofte tag i flere etager med dekoration på toppen. Indgangen var ofte dekoreret med udskårne søjler. De fleste ritualer (ofring af dyr) blev foretaget udendørs, så de fleste dekorationer har ligeledes været udenfor.

### Stavkirker
Stavkirker blev brugt til kristne samlinger i Norden, efter mange i området havde konverteret til kristendommen. Tagene var ofte i mange lag og med et tårn eller spir i midten på det højeste sted på taget. De blev bygget i træ og havde stenvægge omkring fundamentet. Fra ydersiden lignede de mere komplekse typer af de rituelle huse. Indersiden blev ofte rigt dekoreret med indviklede mønstre. De fleste af disse designs afbildede Jesus, et kors eller hans disciple. Adskillige af disse stavkirker findes endnu i Norge, som bl.a. Urnes stavkirke, der er på UNESCOs Verdensarvliste.

## Andre bygninger

### Landområder
Bygninger i landområderne blev bygget i træ. Tagene var dækket af jord for at isolere bedst muligt, og der blev plantet græs for at forhindre at taget eroderede og blev skyllet væk. Bygningerne var opdelt i to; Innhus og Uthus. Innhus var til opbevaring af mad, sove- og opholdsområde. Uthus var bygninger, der blev brugt til dyr, værktøj, foder, hvilket svarer til stalde og lader.

### Langehuse
I de nordiske lande boede mange i langhuse, som typisk var 5 til 7 meter brede og fra 15 til 75 meter lange, afhængigt af ejerens indtægt og social status. I store dele af Norden blev de bygget op omkring et træskelet på en række fundamentsten. Væggene blev konstrueret af planker af træstammer.
Adskillige langhuse er blevet rekonstrueret på forskellige museer som Vikingeborgen Trelleborg, Ribe Vikingecenter og Lofotr Vikingmuseum.

### Tørvehuse
Den mest almindelige bygning på Island var huse bygget i tørv, der var opført på et fundament af flade sten med et træskelet. Tørven blev lagt på skelettet, ofte i flere lag, eller i et mere fashionabelt sildebensmønster. Det eneste træ der var på ydersiden af disse bygninger var døren, der ofte blev rigt dekoreret. Husene bestod ofte af et stort rum med et bål i midten, der både tjente som opvarmning, lyskilde og blev brugt til madlavning. Gulvet har været dækket med træ, sten eller jord afhængig af husets funktion og ejerens status.
Et andet interessant aspekt af de islandske tørvehuse var indførelsen af toiletter i tilbygninger. Disse var fælles og man gik ofte på toilettet i større grupper.